# امیلی کوتس
امیلی کوتس یک بازیگر کانادایی است.  او در رشته درام دانشگاه یورک تورنتو تحصیل کرده و بعد از بازی در نقش کیلا دتمر در مجموعه تلویزیونی پیشتازان فضا: اکتشاف به شهرت رسید. 
کوتس در فیلمنامه نویسی و تهیه کنندگی چندین فیلم کوچک و غیرمستقل دست داشته است.
در فصل دوم پیشتازان فضا: اکتشاف، شخصیت کوتس مجبور به کاشت مغز سایبرنتیک می شود.
در سال ۲۰۱۸، کوتس در مجموعه ای تحت عنوان بیتی و من حضور پیدا کرد که در نگارش فیلمنامه و تهیه آن نیز همکاری داشت. ملانی لیشمن که از دوستان کوتس است، در این فیلم نقش خواهرش را بازی می کند و آن ها در اواسط دهه ۱۹۹۰ و درست زمانی که اینترنت درحال محبوب‎شدن است، لوازم آرایشی می فروشند.